# Chiesa dei Santi Giacomo e Filippo (Avegno Gordevio)

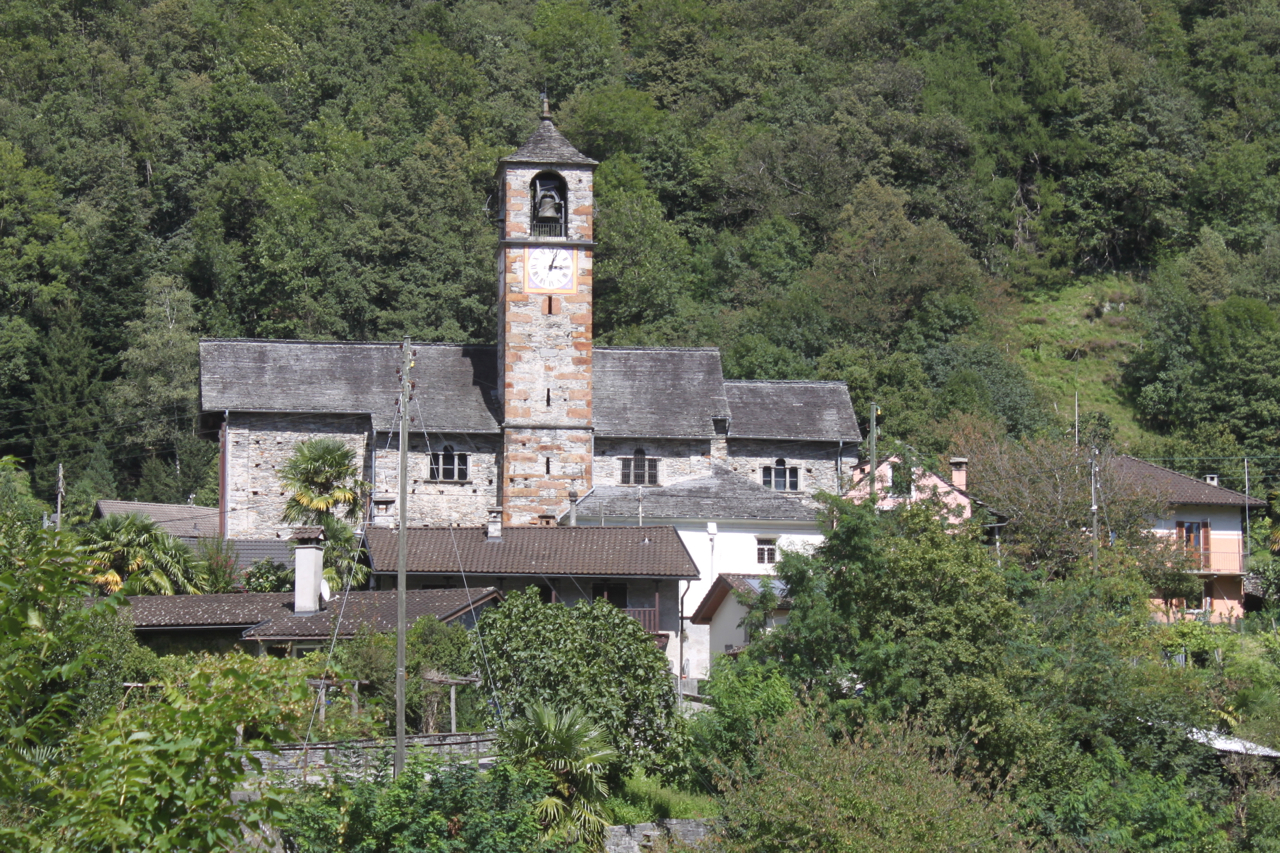
Chiesa dei Santi Giacomo e Filippo

La chiesa dei Santi Giacomo e Filippo è un edificio religioso attestato sin dal XIII secolo in località Villa, ad Avegno Gordevio.

## Storia
La prima citazione dell'edificio risale al 1296: in quell'occasione, però, l'edificio fu menzionato come consacrato al solo San Giacomo. Nel 1333, ancora con quel nome, fu citata come sede di parrocchia, dopo la separazione da quella di Muralto. Nel 1578, infine, per la prima volta venne citata con la consacrazione a San Filippo accompagnata da quella a San Giacomo. L'aspetto attuale, tuttavia, si deve ai secoli successivi: la chiesa, infatti fu forse abbattuta e ricostruita fra il 1615 e il 1683. Dell'edificio precedente, tuttavia, rimane il campanile del XVI secolo. Nel XVIII secolo la chiesa fu ulteriormente modificata e al suo fianco, fra il 1751 e il 1753, fu eretto l'ossario, affrescato da Giuseppe Orelli. Ulteriori affreschi vennero eseguiti nel 1853, all'interno della chiesa.